# Scottish Division A 1951-1952
La Scottish Division A 1951-1952  è stata la 55ª edizione della massima serie del campionato scozzese di calcio, disputato tra l'8 settembre 1951 e il 30 aprile 1952 e concluso con la vittoria dell'Hibernian, al suo quarto titolo, il secondo consecutivo.
Capocannoniere del torneo è stato Lawrence Reilly (Hibernian) con 27 reti.

## Classifica finale
Fonte:
|  | Pos. | Squadra            | Pt | G  | V  | N | P  | GF | GS | QR    |
|  | ---- | ------------------ | -- | -- | -- | - | -- | -- | -- | ----- |
|  | 1.   | Hibernian          | 45 | 30 | 20 | 5 | 5  | 92 | 36 | 2,556 |
|  | 2.   | Rangers            | 41 | 30 | 16 | 9 | 5  | 61 | 31 | 1,968 |
|  | 3.   | East Fife          | 37 | 30 | 17 | 3 | 10 | 71 | 49 | 1,449 |
|  | 4.   | Hearts             | 35 | 30 | 14 | 7 | 9  | 69 | 53 | 1,302 |
|  | 5.   | Raith Rovers       | 33 | 30 | 14 | 5 | 11 | 43 | 42 | 1,024 |
|  | 6.   | Partick Thistle    | 31 | 30 | 12 | 7 | 11 | 48 | 51 | 0,941 |
|  | 7.   | Motherwell         | 31 | 30 | 12 | 7 | 11 | 51 | 57 | 0,895 |
|  | 8.   | Dundee             | 28 | 30 | 11 | 6 | 13 | 53 | 52 | 1,019 |
|  | 9.   | Celtic             | 28 | 30 | 10 | 8 | 12 | 52 | 55 | 0,945 |
|  | 10.  | Queen of the South | 28 | 30 | 10 | 8 | 12 | 50 | 60 | 0,833 |
|  | 11.  | Aberdeen           | 27 | 30 | 10 | 7 | 13 | 65 | 58 | 1,121 |
|  | 12.  | Third Lanark       | 26 | 30 | 9  | 8 | 13 | 51 | 62 | 0,823 |
|  | 13.  | Airdrieonians      | 26 | 30 | 11 | 4 | 15 | 54 | 69 | 0,783 |
|  | 14.  | St. Mirren         | 25 | 30 | 10 | 5 | 15 | 43 | 58 | 0,741 |
|  | 15.  | Morton             | 24 | 30 | 9  | 6 | 15 | 49 | 56 | 0,875 |
|  | 16.  | Stirling Albion    | 15 | 30 | 5  | 5 | 20 | 36 | 99 | 0,364 |

Legenda:
      Campione di Scozia.
      Retrocesso in Scottish Division B 1952-1953.
Regolamento:
Due punti a vittoria, uno a pareggio, zero a sconfitta.
A parità di punti, le posizioni in classifica venivano determinate sulla base del quoziente reti.